# Revue française de science politique
La Revue française de science politique (RFSP) (lit. ‘Revista francesa de ciència política’) és una revista científica especialitzada en ciències polítiques i sociologia política. Aquesta és la principal revista d'aquestes disciplines a França. Es publiquen sis números a l'any.

## Història
La revista va ser creada el març de 1951 per la Fundació Nacional de Ciències Polítiques i l'Associació Francesa de Ciència Política. Està publicada per Presses de Sciences Po. i el primer número va aparèixer el juny de 1951. El primer comitè de direcció va ser presidit per André Siegfried, i va reunir a Raymond Aron, Jacques Chapsal, Jean-Jacques Chevallier, Maurice Duverger, François Goguel i Jean Stoetzel. Els primers redactors van sorgir de les facultats de dret i dels instituts d'estudis polítics. Els primers anys de la revista es van caracteritzar per la publicació d'articles d'autors no investigadors, com ara polítics i alts funcionaris com Michel Debré.
La línia editorial des dels anys 1950 fins als 1070 va tenir dos nuclis durs: articles de pensament polític, propers a la filosofia política, i articles vinculats al poder i les institucions, més aviat de caràcter legal. Tres autors van publicar articles sobre història política (Pierre Renouvin, Jean-Baptiste Duroselle i René Rémond). No va ser fins als anys 1960 que la sociologia electoral va trobar el seu lloc. Després dels fets del Maig del 68, la revista va adquirir un consell científic i un consell de redacció. L'any 1991 es va limitar el mandat del director en el temps.
El 2010, la revista va arribar al 60è volum. La revista va decidir internacionalitzar-se el 2011, gràcies al suport de l'INSHS-CNRS, una àmplia selecció d'articles es van traduir a l'anglès, en versió digital a Cairn.info i JSTOR. Des del 2015, la traducció la fa Cadenza Academic Translations.

## Direcció
Jean Meynaud va ser redactor en cap entre 1951 i 1955. Va ser substituït per Jean Touchard, que va romandre al càrrec fins a 1971. Després va cedir el seu lloc a Georges Lavau. El 1991 va ser substituït per Jean-Luc Parodi, que va dirigir la revista fins al desembre de 2008. Yves Déloye el va succeir a partir del 21 d'abril.
El consell editorial d'Yves Déloye reuneix tres investigadors de l'Institut d'Estudis Polítics de París, dos de la Universitat de París I Panteó-Sorbona, un de l'Institut d'Estudis Polítics de Bordeus, un de l'Institut d'Estudis Polítics de Grenoble, dos de la Universitat de Panteó-Assas, un de la Universitat Jean-Moulin-Lyon-III i un de la Universitat de Nanyang.